# Кастелучо Супериоре
Кастелу̀чо Суперио̀ре (на италиански: Castelluccio Superiore, на местен диалект Castiddr, Кастидръ) е село и община в Южна Италия, провинция Потенца, регион Базиликата. Разположено е на 680 m надморска височина. Населението на общината е 847 души (към 2013 г.).